# Марсел Селие
Марсел Селие е швейцарски етнолог, музикант и продуцент, издател на български фолклор. Има изключителни заслуги за издаването и популяризирането на българския фолклор по света.

## Биография
Роден е на 29 октомври 1925 година. Благодарение на продуцентския му усет днес „Мистерията на българските гласове“ е световно признат феномен. Негова е заслугата за популяризирането на песента „Притури се планината“.
През 1952 пристига в България и се свързва с ръководството на Българското национално радио, откупува няколко записа и започва радиопредаване, което съпругата му Катрин Селие нарича „Мистерията (тайнството) на българските гласове“. Според думите на Селие най-напред това име е заглавие на радиопредаване.
През 1975 година Марсел Селие издава първия албум с български народни песни под заглавието „Мистерията на българските гласове“. Следва втори албум, който през 1990 година печели „Грами“ за най-добър традиционен фолк албум. Издадени са трети и четвърти албум от поредицата, а проектът „Ритуал“, издаден в САЩ, е номиниран за Грами през 1994 година. В дисковете най-много записи има хорът на Българската телевизия и радио, който по-късно приема името „Мистерията на българските гласове“. С няколко изпълнения са включени хор „Филип Кутев“, хор „Тракия“, хор „Пирин“, хоровете на ансамблите „Добруджа“ и „Родопа“. Сред композиторите на песните са Красимир Кюркчийски, Филип Кутев, Николай Кауфман и Георги Минчев, Стефан Драгостинов. В „Ритуал“ песните се изпълняват единствено от хора на БНТ с диригент Дора Христова. Хорът на БНТ е представен единствено и в Четвъртото издание на поредицата „Мистерията на българските гласове“ (1998 година).
След успеха на дисковете с хорови версии на български народни песни под името „Мистерията на българските гласове“ по света изнася концерти единствено женският народен хор на Българската телевизия под диригентството на професор Дора Христова. В много интервюта той често повтаря, че любимите му български певици са Янка Рупкина, Надежда Хвойнева и Стефка Съботинова.
Марсел Селие умира на 13 декември 2013 година.
През 2014 година посмъртно му е присъдена наградата на БНР „Сирак Скитник“ за приноса му в популяризирането на българския фолклор по света. Наградата е връчена на съпругата му Катрин.